# Carlos Coimbra da Luz

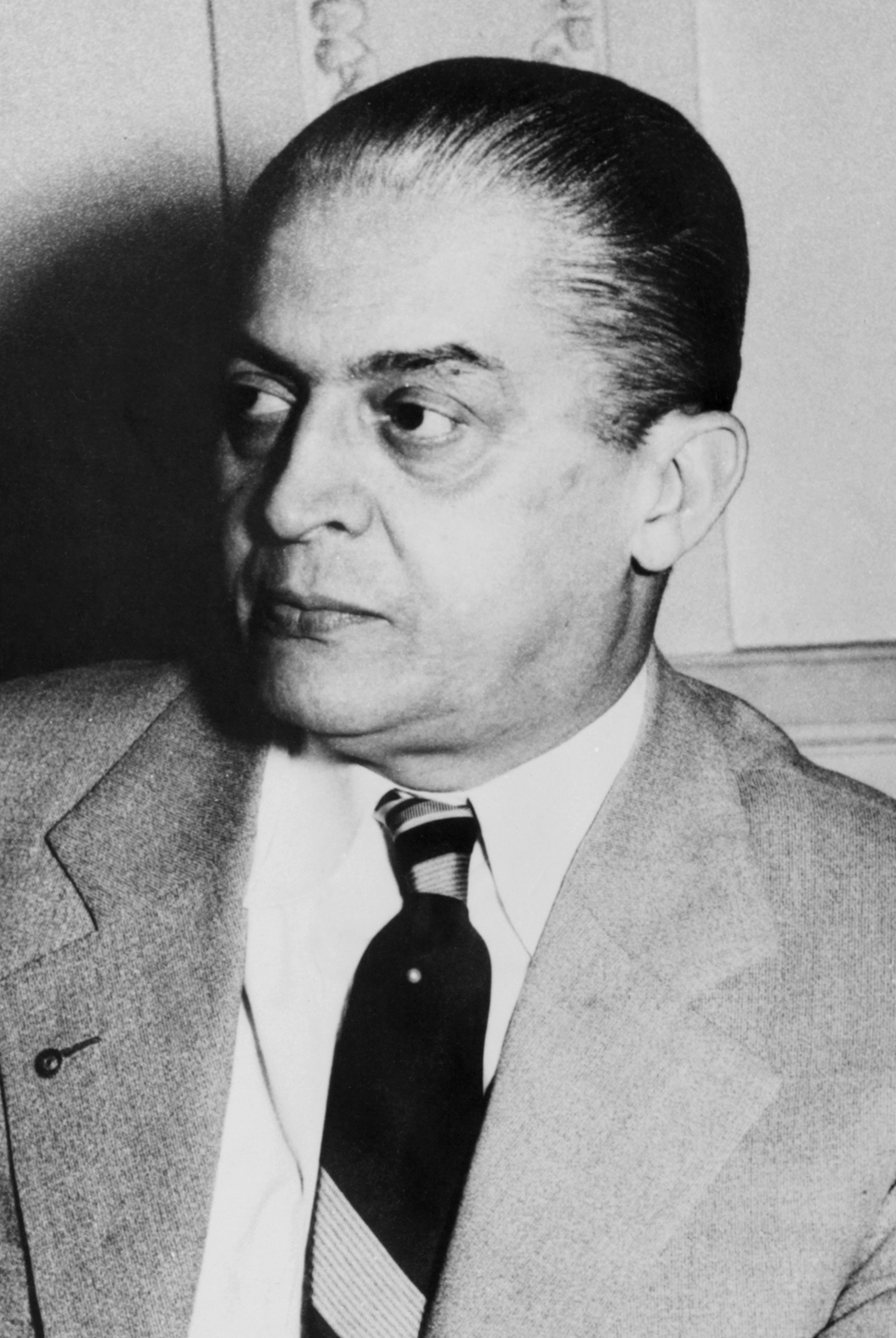
Präsident Carlos Coimbra da Luz.

Carlos Coimbra da Luz (* 4. August 1894 in Três Corações, Bundesstaat Minas Gerais; † 9. Februar 1961 in Rio de Janeiro) war ein brasilianischer Politiker (PSD). In der politischen Krise, die durch den Suizid Getúlio Dornelles Vargas’ ausgelöst wurde, war Carlos Coimbra da Luz der zweite von drei Präsidenten, die in der kurzen Zeitspanne von 18 Monaten Brasilien regierten. Luz war nur vom 9. November bis zum 11. November 1955 Präsident und wurde nach zwei Tagen vom Militär abgesetzt.
Als der scheidende Präsident in Begleitung von Ministern und Verbündeten auf dem unbewaffneten Kreuzer Tamandaré Rio de Janeiro Richtung Santos verließ, wurde sein Schiff auf Befehl des Militärs von Artillerie des Forts Duque de Caxias beschossen. Ohne getroffen worden zu sein, konnte sein Schiff jedoch entkommen. 
| Vorgänger       | Amt                                                          | Nachfolger  |
| --------------- | ------------------------------------------------------------ | ----------- |
| João Café Filho | Präsident von Brasilien 9. November 1955 – 11. November 1955 | Nereu Ramos |